# Siegrun Siegl
Siegrun Siegl (Apolda, 29 ottobre 1954) è un'ex multiplista e lunghista tedesca, vincitrice della medaglia d'oro alle Montréal nel 1976 nel pentathlon.

## Biografia
Ai Giochi della XXI Olimpiade vinse l'oro nell'eptathlon superando la tedesca  Christine Bodner-Laser (medaglia d'argento) e la tedesca Burglinde Pollak.
Alle stesse olimpiadi giunse quinta nel salto in lungo.

## Palmarès
| Anno | Manifestazione  | Sede     | Evento     | Risultato | Prestazione | Note |
| ---- | --------------- | -------- | ---------- | --------- | ----------- | ---- |
| 1976 | Giochi olimpici | Montréal | Pentathlon | Oro       |             |      |